# 각련

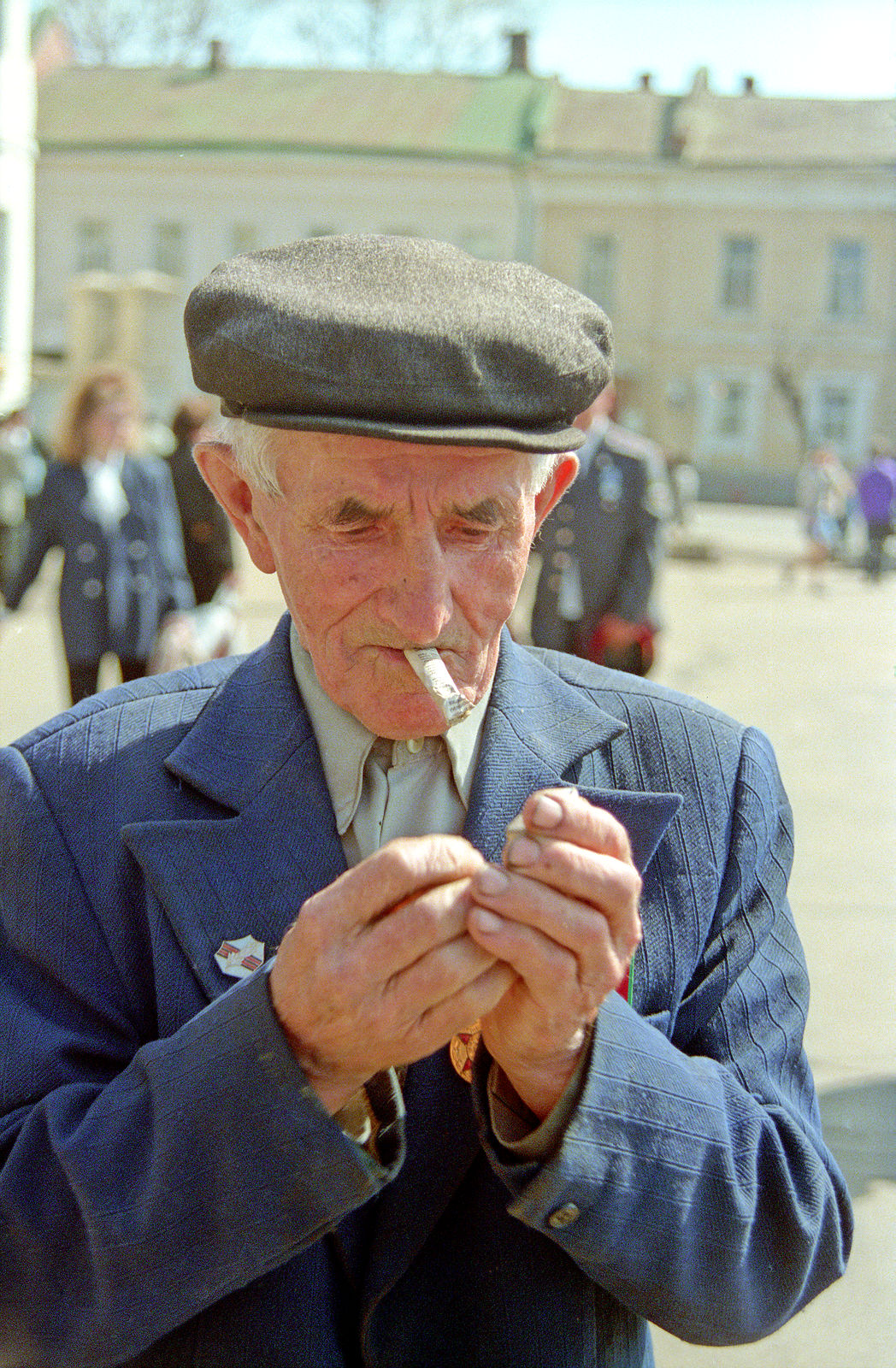

각련(刻煙)은 썰어놓은 담배가루다. 궐련지를 이용해 그것을 궐련 모양으로 직접 말아서 피운다. 궐련 물부리를 이용해 고정시키기도 한다.
각련은 말아피우는 사람마다 제각각이기 때문에 정해진 규격이랄 것이 없고, 타르와 니코틴 제한 수준이 지켜지기 힘들다. 하지만 유럽 등지에서는 각련을 말아 피는 것이 공장제 궐련을 피우는 것보다 싸기에 아직도 유행하고 있다.

## 같이 보기
- 롤링 페이퍼
- DIY